# Ahí viene Martín Corona
Ahí viene Martín Corona es una película de comedia y wéstern mexicana de 1952, producida y dirigida por Miguel Zacarías, y protagonizada por Pedro Infante, Sara Montiel y Lalo González «El Piporro». Fue seguida por una secuela lanzada el mismo año, titulada El enamorado.
Los decorados de la película fueron diseñados por el director de arte Luis Moya.

## Argumento
Martín Corona (Pedro Infante) junto a su amigo, Lalo González «El Piporro», son campeones de los pobres, los desafortunados, y las mujeres, pero la española Rosario Medina (Sara Montiel) no cae por su carisma, al menos al principio.

## Reparto
- Pedro Infante como Martín Corona
- Sara Montiel como Rosario
- Eulalio González como El Piporro
- Armando Silvestre como Emeterio
- Florencio Castelló como Serafín Delgado
- José Pulido como Diego
- Ángel Infante como Lencho
- José Alfredo Jiménez
- Antonio Bribiesca
- Julio Ahuet
- Antonio Manuel Arjona
- Guillermo Calles
- Emilio Garibay
- Blanca Marroquín
- Miguel A. Peña
- Armando Sáenz
- José Torvay
- Armando Velasco
- Acela Vidaurri

## Banda sonora
- "Del mero norte" ("Corrido de Ahí viene Martín Corona"), escrita e interpretada por José Alfredo Jiménez
- "Paloma querida", escrita por José Alfredo Jiménez e interpretada por Pedro Infante y José Alfredo Jiménez
- "Copa tras copa", escrita por Rubén Fuentes y Rubén Méndez e interpretada por Pedro Infante
- "Canción del Ole", escrita por Antonio Quintero, Rafael de León y Manuel L. Quiroga e interpretada por Sara Montiel
- "Cartas a Eufemia", escrita por Rubén Fuentes y Rubén Méndez e interpretada por Pedro Infante
- "Para el carro", escrita por Antonio Quintero, Rafael de León y Manuel L. Quiroga e  interpretada por Sara Montiel
- "Siempre siempre", escrita por Rubén Fuentes y Rubén Méndez e interpretada por Pedro Infante
- "Copla en la noche", escrita por Juan Solano y Daniel Montorio e interpretada por Sara Montiel
- "Amorcito de mi vida", escrita por Manuel Esperón y Ernesto Cortázar Jr. e interpretada por Pedro Infante
- "Cuando el destino" ("La revancha"), escrita por José Alfredo Jiménez e interpretada por Pedro Infante